# Phaneroptera hordeifolia
Phaneroptera hordeifolia är en insektsart som först beskrevs av Wilhem de Haan 1842.  Phaneroptera hordeifolia ingår i släktet Phaneroptera och familjen vårtbitare. Inga underarter finns listade i Catalogue of Life.